# Ткаченко, Игорь Анатольевич (писатель)
Ткаче́нко И́горь Анато́льевич (род. в 1960 году, Владивосток) — российский писатель, драматург, сценарист, журналист, автор фантастических произведений и телевизионных сценариев.

## Биография
Окончил Новосибирский государственный университет.
Работал по специальности в Институте ядерной физики СОРАН.
Участник новосибирского литобъединения «Амальтея», руководимого писателем Михаилом Михеевым, ВТО МПФ.
Живет в Москве. Работает сценаристом кино и телевидения.
Постоянный соавтор Александра Бачило.

## Сценарии
- «Студенты» (сериал, ситком)
- «Студенты-2» (сериал, ситком)
- «Русское средство» (сериал, комедия)
- «Золотая тёща» (сериал, ситком)
- «Татьянин день» (сериал, мелодрама)
- «Я лечу» (сериал, драмеди)
- «Любовь — не то, что кажется» (сериал, драмеди)
- «Я — телохранитель. Ошибка в программе» (сериал, детектив)
- «Башня» (сериал, мистика)
- «Черкизона. Одноразовые люди» (сериал, драма)
- «Метод Лавровой» (сериал, детектив)
- «Наша Маша и волшебный орех» в соавторстве с Леонидом Кагановым и Александром Бачило).